# Siège de Bergues (1658)
Pour les articles homonymes, voir Siège de Bergues.
Guerre franco-espagnole
Batailles
- Les Avins (05-1635)
- Louvain (06-1635)
- Tornavento (06-1636)
- Îles de Lérins (03-1637)
- Leucate (08/09-1637)
- Yvois (1637)
- Getaria (08-1638)
- Thionville (06-1639)
- Salses (07-1639)
- Les Downs (10-1639)
- Turin (05-1640)
- Yvois (1639)
- Montjuïc (01-1641)
- Aire (1641)
- Honnecourt (05-1642)
- Rocroi (05-1643)
- Carthagène (09-1643)
- Lérida (05-1646)
- Bergues (08-1646)
- Dunkerque (09-1646)
- Lérida (05-1647)
- Lens (08-1648)
- Rethel (1650)
- Barcelone (1651-1652)
- Mouzon (1653)
- Bordils (12-1653)
- Arras (08-1654)
- Puycerda (10-1654)
- Landrecies (06-1655)
- Pavie (1655)
- Valenciennes (07-1656)
- Dunkerque (05-1658)
- Les Dunes (06-1658)
- Bergues (07-1658)

Le siège de Bergues-Saint-Vinox, plus simplement appelé siège de Bergues, eut lieu du 28 juin au 1er juillet 1658, et se termina par la prise de la ville par les armées françaises sous le commandement du vicomte de Turenne, sur l’armée espagnole des Flandres durant la guerre franco-espagnole.

## Contexte
Après la bataille des Dunes, les troupes espagnoles de Louis II de Bourbon-Condé et Juan José d'Autriche sont décimées. Faute de troupes capables de tenir la campagne, rien ne résiste aux troupes du roi de France, Louis XIV, commandées par Henri de Turenne, qui arrivent devant Bergues-Saint-Vinox.

## Le siège
Le 28 juin 1658, les troupes françaises arrivent devant la ville et l'investissent immédiatement.
Après avoir résisté trois jours, durant lesquels le mestre de camp du régiment de Picardie, Claude de Brichanteau, marquis de Nangis, fut blessé à mort d'un coup de mousquet, la ville se rend au vicomte de Turenne le 1er juillet 1658.

## Conséquences
Après cette prise, les troupes françaises mettent le siège devant Furnes (4 juillet), Dixmude (5 juillet) et Gravelines, défendue par 3 000 hommes et prise le 30 août.